# Mohamad Mulayes
Mohamad Mulayes est un boxeur syrien né le 5 avril 1993.

## Carrière
Sa carrière amateur est principalement marquée par trois médailles de bronze remportées aux championnats d'Asie de 2013, 2017 et 2019 dans la catégorie des poids super-lourds.

## Palmarès

### Championnats d'Asie
- Médaille de bronze en +91 kg en 2019 à Bangkok, Ouzbékistan
- Médaille de bronze en +91 kg en 2017 à Tachkent, Ouzbékistan
- Médaille de bronze en +91 kg en 2013 à Amman, Jordanie

### Jeux du Commonwealth
- Médaille de bronze en +91 kg en 2018 à Tarragone, Espagne